# Nederlands landskampioenschap voetbal 1897/98
Het Nederlands landskampioenschap voetbal in het seizoen 1897/98 werd gewonnen door de Amsterdamse voetbalclub RAP. Voor het eerst was een beslissingswedstrijd tussen de westelijke en oostelijke afdelingen hiervoor georganiseerd, op neutraal terrein bij Hercules in Utrecht. RAP werd nationaal kampioen door Vitesse met 4–2 te verslaan.

## Eindstanden

### Eerste klasse West
| Positie | Club          | WG | W | G | V | P  | DS          |
| ------- | ------------- | -- | - | - | - | -- | ----------- |
| 1.      | RAP           | 12 | 9 | 2 | 1 | 20 | +31 (39-8)  |
| 2.      | Sparta        | 12 | 6 | 4 | 2 | 16 | +9 (22-13)  |
| 3.      | HBS           | 12 | 6 | 1 | 5 | 13 | +5 (24-19)  |
| 4.      | HFC           | 12 | 4 | 3 | 5 | 11 | +0 (23-23)  |
| 5.      | Rapiditas     | 12 | 4 | 2 | 6 | 10 | -10 (21-31) |
| 6.      | HVV           | 12 | 4 | 2 | 6 | 10 | -12 (16-28) |
| 7.      | CFC Celeritas | 12 | 0 | 4 | 8 | 4  | -23 (7-30)  |

### Eerste klasse Oost
| Positie | Club     | WG | W | G | V | P  | DS          |
| ------- | -------- | -- | - | - | - | -- | ----------- |
| 1.      | Vitesse  | 8  | 5 | 3 | 0 | 13 | +20 (32-12) |
| 2.      | Go Ahead | 8  | 5 | 1 | 2 | 11 | +20 (28-8)  |
| 3.      | Quick    | 8  | 2 | 3 | 3 | 7  | +0 (15-15)  |
| 4.      | UD       | 8  | 1 | 3 | 4 | 5  | -8 (8-16)   |
| 5.      | PW       | 8  | 1 | 2 | 5 | 4  | -32 (8-40)  |

## Wedstrijd om het kampioenschap van Nederland 1898
| 24 april 1898, 14:00 uur | RAP                                         | 4–2 (2–1) | Vitesse                                    | Opstelling RAP                                                                                                | Opstelling Vitesse |  |
| Stadion: Nederlandsche Sportpark (Hoogeland), Utrecht Toeschouwers: 750 C.W. van Hasselt Assistenten: Warner Assistenten: ? | (1–0, 2–0, 4–2) Hisgen 3x (3–1) Kampschreur |           | W. Hesselink (2–1) ? (Eigen doelpunt; 3–2) | Rincker, Van der Linde, Potter, Schröder, Lieftinck, Hülsmann, Kampschreur, De Bruijn, Elias, Hisgen, Zweerts | D'Arnoud Gerkens, R. Hendriks, Jager, H. Hesselink, Jacobsen, Meihuizen, Roqué, P. Hendriks, De Villeneuve, W. Hesselink, Goedvriend |  |
| Stadion: Nederlandsche Sportpark (Hoogeland), Utrecht Toeschouwers: 750 C.W. van Hasselt Assistenten: Warner Assistenten: ? |                                             |           |                                            | Rincker, Van der Linde, Potter, Schröder, Lieftinck, Hülsmann, Kampschreur, De Bruijn, Elias, Hisgen, Zweerts | D'Arnoud Gerkens, R. Hendriks, Jager, H. Hesselink, Jacobsen, Meihuizen, Roqué, P. Hendriks, De Villeneuve, W. Hesselink, Goedvriend |  |
| Stadion: Nederlandsche Sportpark (Hoogeland), Utrecht Toeschouwers: 750 C.W. van Hasselt Assistenten: Warner Assistenten: ? |                                             |           |                                            | Rincker, Van der Linde, Potter, Schröder, Lieftinck, Hülsmann, Kampschreur, De Bruijn, Elias, Hisgen, Zweerts | D'Arnoud Gerkens, R. Hendriks, Jager, H. Hesselink, Jacobsen, Meihuizen, Roqué, P. Hendriks, De Villeneuve, W. Hesselink, Goedvriend |  |
| Bijz.: Op basis van "Het Sportblad", "De Telegraaf", "Rotterdamsch Nieuwsblad", "Arnhemsche Courant" worden verschillende doelpuntenmakers gegeven. Het derde doelpunt van RAP wordt ook aan Hisgen i.p.v. Kampschreur toegeschreven, de Vitesse-doelpunten (met name het tweede) ook aan De Villeneuve. |                                             |           |                                            | | |  |

Nederlands landskampioenschap

1888/89 · 
1889/90 ·
1890/91 ·
1891/92 ·
1892/93 ·
1893/94 ·
1894/95 ·
1895/96 ·
1896/97 ·
1897/98 ·
1898/99 ·
1899/00 ·
1900/01 ·
1901/02 ·
1902/03 ·
1903/04 ·
1904/05 ·
1905/06 ·
1906/07 ·
1907/08 ·
1908/09 ·
1909/10 ·
1910/11 ·
1911/12 ·
1912/13 ·
1913/14 ·
1914/15 ·
1915/16 ·
1916/17 ·
1917/18 ·
1918/19 ·
1919/20 ·
1920/21 ·
1921/22 ·
1922/23 ·
1923/24 ·
1924/25 ·
1925/26 ·
1926/27 ·
1927/28 ·
1928/29 ·
1929/30 ·
1930/31 ·
1931/32 ·
1932/33 ·
1933/34 ·
1934/35 ·
1935/36 ·
1936/37 ·
1937/38 ·
1938/39 ·
1939/40 ·
1940/41 ·
1941/42 ·
1942/43 ·
1943/44 ·
1944/45 ·
1945/46 ·
1946/47 ·
1947/48 ·
1948/49 ·
1949/50 ·
1950/51 ·
1951/52 ·
1952/53 ·
1953/54
Betaald voetbal

Eerste klasse 1954/55 ·
Hoofdklasse 1955/56
Eredivisie

1956/57 · 1957/58 · 1958/59 · 1959/60 · 1960/61 · 1961/62 · 1962/63 · 1963/64 · 1964/65 · 1965/66 · 1966/67 · 1967/68 · 1968/69 · 1969/70 · 1970/71 · 1971/72 · 1972/73 · 1973/74 · 1974/75 · 1975/76 · 1976/77 · 1977/78 · 1978/79 · 1979/80 · 1980/81 · 1981/82 · 1982/83 · 1983/84 · 1984/85 · 1985/86 · 1986/87 · 1987/88 · 1988/89 · 1989/90 · 1990/91 · 1991/92 · 1992/93 · 1993/94 · 1994/95 · 1995/96 · 1996/97 · 1997/98 · 1998/99 · 1999/00 · 2000/01 · 2001/02 · 2002/03 · 2003/04 · 2004/05 · 2005/06 · 2006/07 · 2007/08 · 2008/09 · 2009/10 · 2010/11 · 2011/12 · 2012/13 · 2013/14 · 2014/15 · 2015/16 · 2016/17 · 2017/18 · 2018/19 · 2019/20 · 2020/21 · 2021/22 · 2022/23 · 2023/24 · 2024/25